# Ernst Brandes (Politiker)
 Ernst Brandes (* 11. März 1862 in Dresden; † 4. April 1935 auf Gut Zaupern-Althof bei Insterburg) war ein deutscher Jurist und Landwirt. In der Weimarer Republik war er ein maßgeblicher Agrarpolitiker.

## Leben
Als Sohn von Kommerzienrat Dr. August Brandes, Rittergutsbesitzer auf Gut Althof in Ostpreußen, besuchte Brandes das Gymnasium in Insterburg. Er studierte an der Universität Leipzig Rechtswissenschaft und wurde im Sommersemester 1883 im Corps Lusatia Leipzig aktiv. In vier Aktivensemestern focht er zwölf Mensuren, davon zwei PP-Suiten. Im Jahr 1886 wurde er an der Universität Göttingen zum Dr. iur. promoviert. Er leistete seinen Wehrdienst als Einjährig-Freiwilliger im Husaren-Regiment „König Wilhelm I.“ (1. Rheinisches) Nr. 7 und wurde Reserveoffizier. Nach dem 1. Staatsexamen war er als Gerichtsreferendar in Gumbinnen und Königsberg i. Pr. sowie als Regierungsreferendar bei der Bezirksregierung Trier, der Bezirksregierung Saarbrücken und der Bezirksregierung Hildesheim tätig. Nach dem bestandenen 2. Staatsexamen wurde er 1893 zum Regierungsassessor ernannt.
Ab 1894 bewirtschaftete Brandes das väterliche Gut im äußersten Nordosten des Deutschen Kaiserreichs. Er wurde als hervorragender Züchter bekannt. Diese Aktivität führte später sein jüngerer Sohn Herbert (* 1898) mit Arbeiten über die Trakehner-Pferdezucht weiter, die er in einer viel beachteten Dissertation 1927 veröffentlichte.
Daneben entfaltete Ernst Brandes eine vielseitige politische Tätigkeit: 1894 auf Kreisebene, 1900 im Provinziallandtag der Provinz Ostpreußen und 1902 in der Landwirtschaftskammer Ostpreußens, deren Präsident er 1914 wurde. Nach dem Einfall der russischen Truppen zu Beginn des Ersten Weltkriegs im August 1914 blieb er auf seinem Gut, setzte sich für die bedrängte Bevölkerung ein und rief die Selbsthilfeaktion der ostpreußischen Landwirtschaft ins Leben. Er führte die Landwirtschaftskammer energisch durch die Kriegswirtschaft, die Inflationszeit und die schwere Agrarkrise 1927. Auch nach der Novemberrevolution war er weiter Mitglied der Provinziallandtags. Er gehörte dem Provinziallandtag 1919–1933 an und war 1933 Alterspräsident. 1919 wurde er Vorsitzender des Ostpreußischen Provinzialausschusses. Über Ostpreußen hinaus bekannt wurde er als Vorkämpfer einer konservativen Agrarpolitik in der Grünen Front. Von 1922 bis 1933 war er Vorsitzender der Preußischen Hauptlandwirtschaftskammer und des Deutschen Landwirtschaftsrats. Als am 23. November 1923 die Inflation endete, wurde Ernst Brandes als höchster Vertreter der deutschen Landwirtschaft in den Verwaltungsrat der Deutschen Rentenbank entsandt, so befindet sich das Faksimile seiner Unterschrift auf den Banknoten der Rentenmark (zweite Unterschrift auf der Banknote). Von 1928 bis 1933 saß Brandes im Senat der Kaiser-Wilhelm-Gesellschaft.
1930 schrieb er den Aufruf an das deutsche Volk zur Unterstützung Ostpreußens und zur Beseitigung des Polnischen Korridors. 1931 wurde er Mitglied des Vorläufigen Reichswirtschaftsrats, 1933 des Preußischen Staatsrats. Die Landwirtschaftliche Hochschule Hohenheim verlieh ihm die Ehrendoktorwürde. Zu seinem 70. Geburtstag veranstaltete die Reichsregierung einen Festakt in Königsberg. Reichspräsident Paul von Hindenburg verlieh ihm den Adlerschild des Deutschen Reiches, die höchste zivile Auszeichnung der Weimarer Republik.

„Brandes’ Einfluß ist schwer zu überschätzen. Nicht nur vereinigte er in der Provinz das wichtigste Ehrenamt der provinziellen Selbstverwaltung mit der Funktion des Vorsitzenden der Landwirtschaftskammer, eine in schwerer Zeit wirkungsvolle Personalunion, er war auch der erste Mann in Preußen und im Reich, um die Forderungen seines Berufsstandes zu vertreten. Sein Ansehen in der Provinz war umso unbestrittener, als er sich vom politischen Tageskampf und spektakulären Demonstrationen fernhielt.“

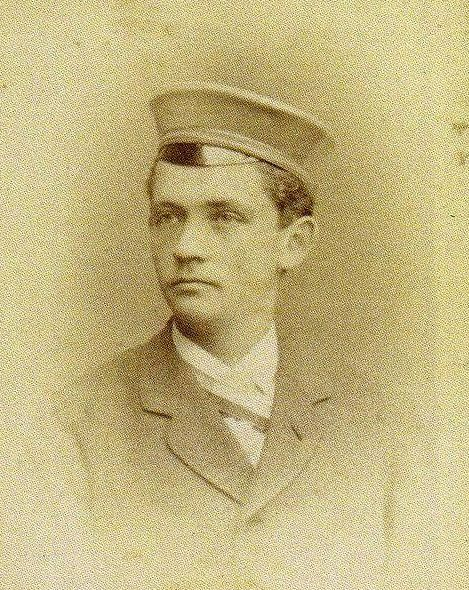
Brandes als Lausitzer
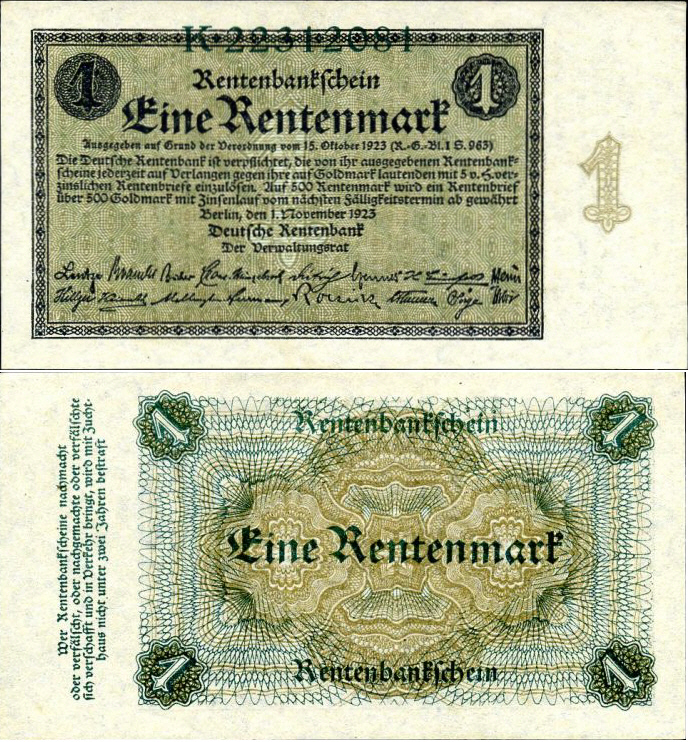
Rentenmark-Schein mit Unterschrift von Brandes

Brandes’ Tochter Lotte heiratete Dr. agr. Konrad Nordalm (1892–1964), einen Angehörigen des Corps Masovia.